# Cíbola
Cíbola es una ciudad legendaria llena de riquezas, que durante la época colonial se suponía en algún lugar del norte de la Nueva España, en lo que hoy es el norte de México y el suroeste de Estados Unidos. La leyenda medieval de las Siete Ciudades se origina con la invasión musulmana de la península ibérica, donde según el relato siete obispos partieron desde allí para luego establecerse en una tierra ubicada al oeste, cruzando el mar, donde cada uno habría fundado su propia ciudad. El descubrimiento de América en 1492 y los rumores sobre la existencia de grandes ciudades al norte del continente hicieron que fray Marcos de Niza afirmara, sin mayor fundamento, que allí se escondían las legendarias Siete Ciudades, lo que provocó su intensa búsqueda durante los años subsiguientes sin ningún resultado.

## Etimología
La terminología tiene su origen en la palabra Cíbola, que procede de cíbolo, nombre español hoy desusado que se daba al bisonte, ya que el territorio del legendario reino en donde se suponía la existencia de las siete ciudades se extendía hasta las praderas en donde (hasta mediados del siglo XIX) existían millones de estos animales.

## La leyenda

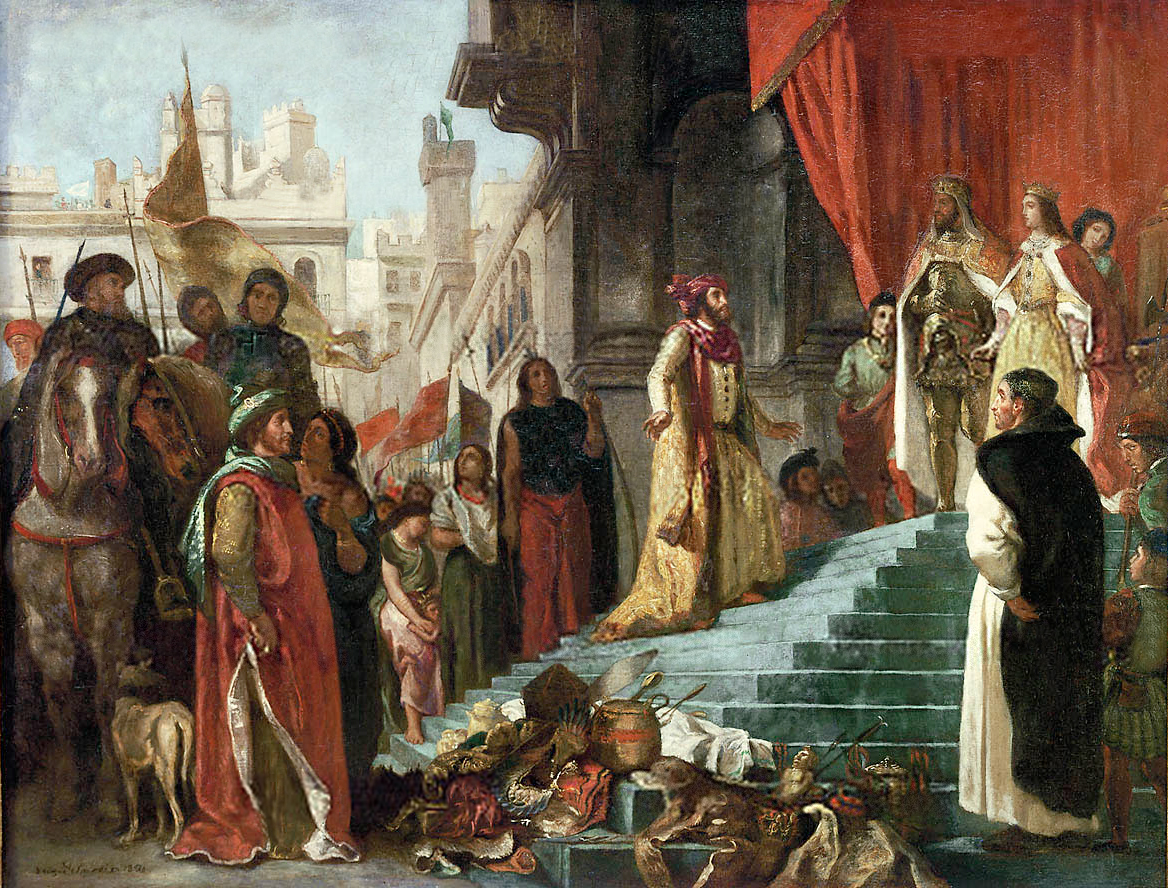
Cristóbal Colón ante los reyes católicos tras su regreso de América (Eugene Delacroix, 1839).

Según la leyenda, Cíbola sería una de las fantásticas Siete Ciudades que habrían sido fundadas por unos obispos que supuestamente huyeron desde la península ibérica cuando ésta caía en manos de los árabes. En la versión original del relato, los obispos eran portugueses que habían salido desde la ciudad de Oporto y se habían establecido en una isla o tierra ubicada al oeste, cruzando el mar, donde cada uno habría fundado su propia ciudad. Posteriormente los españoles popularizaron otra versión de los hechos, donde los siete obispos eran españoles originarios de Mérida, quienes habrían escapado de allí en el año 713. En realidad, serían visigodos, en esa época no existían ni Portugal ni España como tales.
A partir del año 722 se inicia un proceso conocido como la Reconquista, que finaliza en 1492 cuando los reyes católicos logran desplazar a los moros de Granada, recuperando así el dominio total sobre la península ibérica. Ese mismo año se produce la llegada de Colón a América, aunque éste siempre afirmó que había llegado a la costa asiática, creencia que mantendría durante toda su vida. En 1507, con la publicación de la Universalis Cosmographia, de Martín Waldseemüller, América queda completamente identificada como un continente nuevo, separado de Asia. Poco después, el descubrimiento y conquista del poderoso Imperio Azteca a manos de Hernán Cortés demuestra la existencia de civilizaciones ricas y avanzadas dentro del Nuevo Mundo, lo cual despierta la ambición de numerosos conquistadores españoles.
Tras la conquista de México comienzan a circular rumores sobre la existencia de otros imperios ricos y poderosos ubicados al norte del continente. Los aztecas afirmaban también que el oro utilizado en sus monumentos provenía de aquellas regiones, eso sin contar que por allí se ubicaba su tierra de origen, la mítica isla de Aztlán ("lugar de blancura", o "lugar de las garzas"), que durante décadas dividió a los historiadores entre quienes defendían o refutaban su posible existencia.

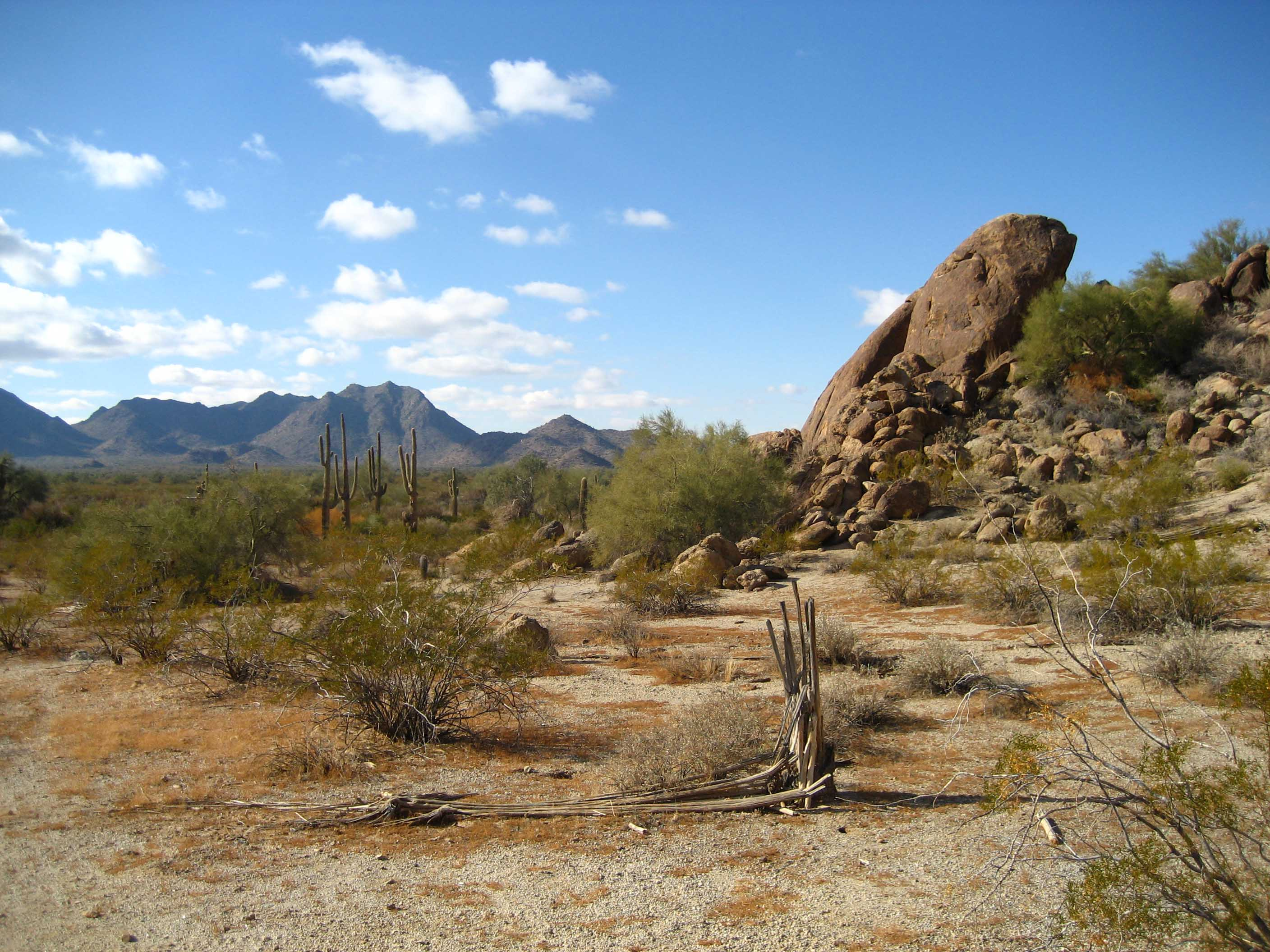
Vista del desierto de Sonora, ubicado al noroeste de México.

La leyenda medieval de las Siete Ciudades comienza a fusionarse con la historia del Nuevo Mundo cuando los cuatro náufragos de la fracasada expedición de Pánfilo de Narváez a la Florida (1528) difunden en México el rumor sobre la supuesta existencia de grandes ciudades ubicadas al norte del virreinato. Uno de los supervivientes de aquella saga fue Álvar Núñez Cabeza de Vaca, quien escribió un libro llamado Naufragios y comentarios, en el cual narraba la larga travesía a pie que habían realizado desde Florida hasta la costa de Sinaloa atravesando todo el continente. Otro de los supervivientes de esta expedición fue un esclavo negro llamado Esteban, conocido popularmente como Estebanico.
El virrey de Nueva España, Antonio de Mendoza, decidió comprobar la veracidad de la historia organizando una expedición de reconocimiento dirigida por el fraile franciscano Marcos de Niza. Estebanico formaría parte de dicho contingente sirviendo como guía y en varias ocasiones solía adelantarse a los expedicionarios para informar al fraile sobre todo lo que había más adelante, confirmándole en una de estas avanzadas que había vuelto a escuchar rumores sobre aquellas grandes y poderosas ciudades en un lugar llamado Vacapa (probablemente en alguna parte del estado de Sonora). Estebanico finalmente murió asesinado por los indios en Hawikuh, Nuevo México, provocando el repentino fin de la expedición. Así fue que, sin ninguna prueba contundente más allá de los relatos de Estebanico, el fray Marcos de Niza se convenció de que aquellas ricas poblaciones realmente existían y que no podían ser otras más que las fabulosas Siete Ciudades que habrían sido originalmente establecidas por aquellos legendarios obispos que habían huido desde la península ibérica tras la invasión de los moros. Nacía de esta manera la leyenda americana de las Siete Ciudades de Cíbola y Quivira.
El fraile Marcos de Niza regresó a la Ciudad de México narrando que había continuado la exploración después de la muerte de Estebanico y que había llegado a avistar a lo lejos una ciudad más grande que la gran Tenochtitlan (hoy Ciudad de México) y que los nativos de allí usaban vajillas de plata y oro, decoraban sus casas con turquesas y usaban perlas gigantescas, esmeraldas y otras joyas más.

## Expedición de Coronado hacia las Siete Ciudades de Oro

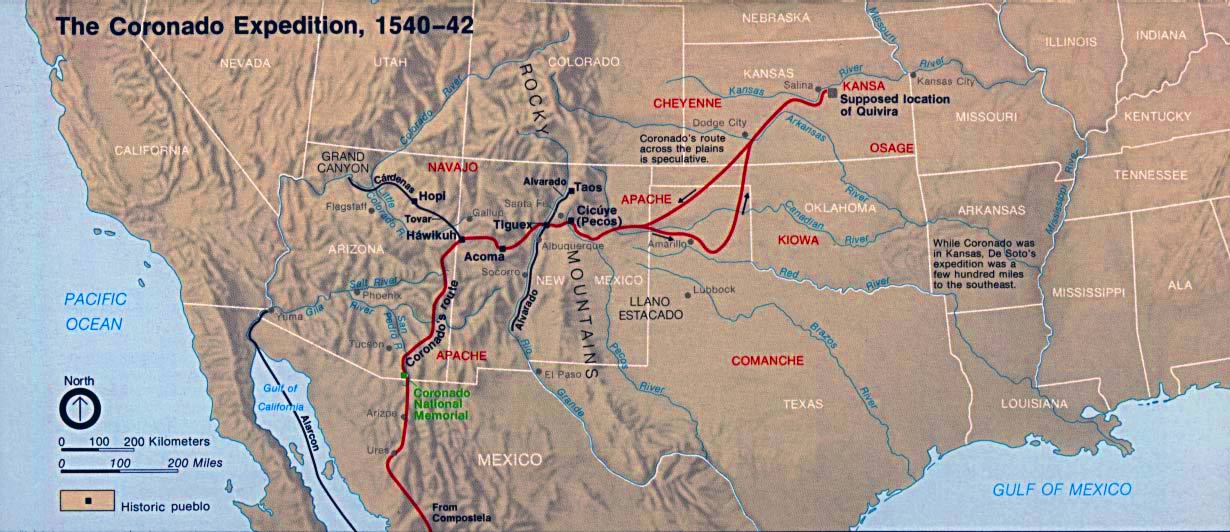
La expedición de Coronado, 1540–1542.

Al escuchar esas noticias, el virrey Antonio de Mendoza no perdió el tiempo y organizó una gran expedición militar para tomar posesión de aquellas riquísimas tierras que el fraile le había narrado con profusión de detalles.
Al mando de la expedición quedó un amigo del Virrey, Francisco Vázquez de Coronado, quien llevaba como guía al fraile Marcos de Niza. El 22 de abril de 1540 Coronado salió de Culiacán en cabeza de un pequeño grupo de expedicionarios, en tanto el grueso de la expedición iría más lentamente a las órdenes de Tristán de Arellano (en cada villa española se reorganizaba la expedición terrestre), a la vez que partía otra expedición por mar al mando de Fernando de Alarcón para abastecer a la expedición por tierra.
Coronado atravesó los actuales estados de Sonora y Arizona hasta entrar en Nuevo México. Cuando llegó a Hawikuh comprobó que las historias de Marcos de Niza eran falsas. No encontró en la región ninguna riqueza de las que el fraile había mencionado, ninguna ciudad tan bella como dos Sevillas juntas, ni grandes catedrales tocadas con hermosas cúpulas doradas y puertas de turquesa; sólo unas pequeñas casuchas hechas con barro, pobladas por unos indios con cara de pocos amigos. Asimismo resultó falsa la aseveración del fraile que desde aquellas tierras se podía ver el mar, ya que como le dijeron los nativos a Coronado y lo comprobó él mismo, el mar se encontraba a muchos días de camino.

## La Gran Quivira
En la actualidad, las viejas ruinas de un antiguo asentamiento indígena en Nuevo México se conocen como La Gran Quivira. Durante la colonización española el asentamiento fue llamado Pueblo de Las Humanas.
Francisco Vázquez de Coronado llamó Quivira a un asentamiento indígena cuya ubicación se desconoce hoy en día, y desde allí partió García López de Cárdenas en busca de un río del cual los indios Hopi les habían hablado.
Para cuando llegó López de Cárdenas al Gran Cañón que formaba el río Colorado, el río ya había sido visitado y bautizado en su desembocadura a cientos de kilómetros de distancia por Francisco de Ulloa en septiembre de 1539, quien llamó Ancón de San Andrés al delta del río, y ya Fernando de Alarcón lo había navegado 80 leguas río arriba y bautizado con el nombre de Río de Nuestra Señora del Buen Guía en agosto de 1540.
García López de Cárdenas no pudo encontrar una senda o atajo para bajar desde lo alto del Gran Cañón hasta el río Colorado. Sin embargo, aun así se considera que fue el primer europeo en visitar el Gran Cañón.

## Cíbola en la cultura popular
- La ciudad es citada en numerosas ocasiones por el escritor estadounidense Stephen King en su novela The Stand (títulos castellanos: La danza de la muerte —versión censurada— y Apocalipsis —versión completa—). Uno de los personajes, un pirómano demente, asocia a Cíbola con la ciudad de Las Vegas y la llama "Siete en Una". La última aportación a dicha cultura popular es la creación cinematográfica de Hollywood interpretada por Nicolas Cage en la película titulada National Treasure: Book of Secrets, en la que los personajes van descifrando paso a paso una serie de enigmas hasta dar con la mítica ciudad.

- El festival de cine que tiene lugar en la ciudad de Chihuahua lleva este nombre.

- En la novela El presidente olvidado: Rafael Carrera el autor, Óscar René Cruz Oliva, relata que Pedro de Alvarado desvía la ruta para descubrir la costa (occidental) de India, para encontrar las Siete Ciudades de Cíbola, pero que encontró la muerte cuando se detuvo en lo que hoy son las costas de Jalisco en México. Rafael Carrera, que vive la época de la "fiebre de oro", la relaciona —en California, territorio mexicano durante la primera mitad del siglo XVIII— con aquellas ciudades.

- La película de 1955 Siete ciudades de oro narra la búsqueda del mítico enclave, así como la labor misionera del padre Junípero Serra.

- Ramón J. Sender escribió una serie de relatos cortos que transcurren en Cibola. El libro se titula Novelas ejemplares de Cibola